# Kosocice

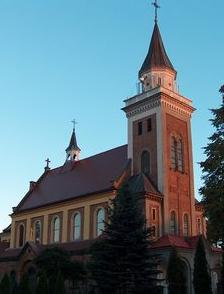
Parafialny kościół św. Marii Magdaleny w Kosocicach

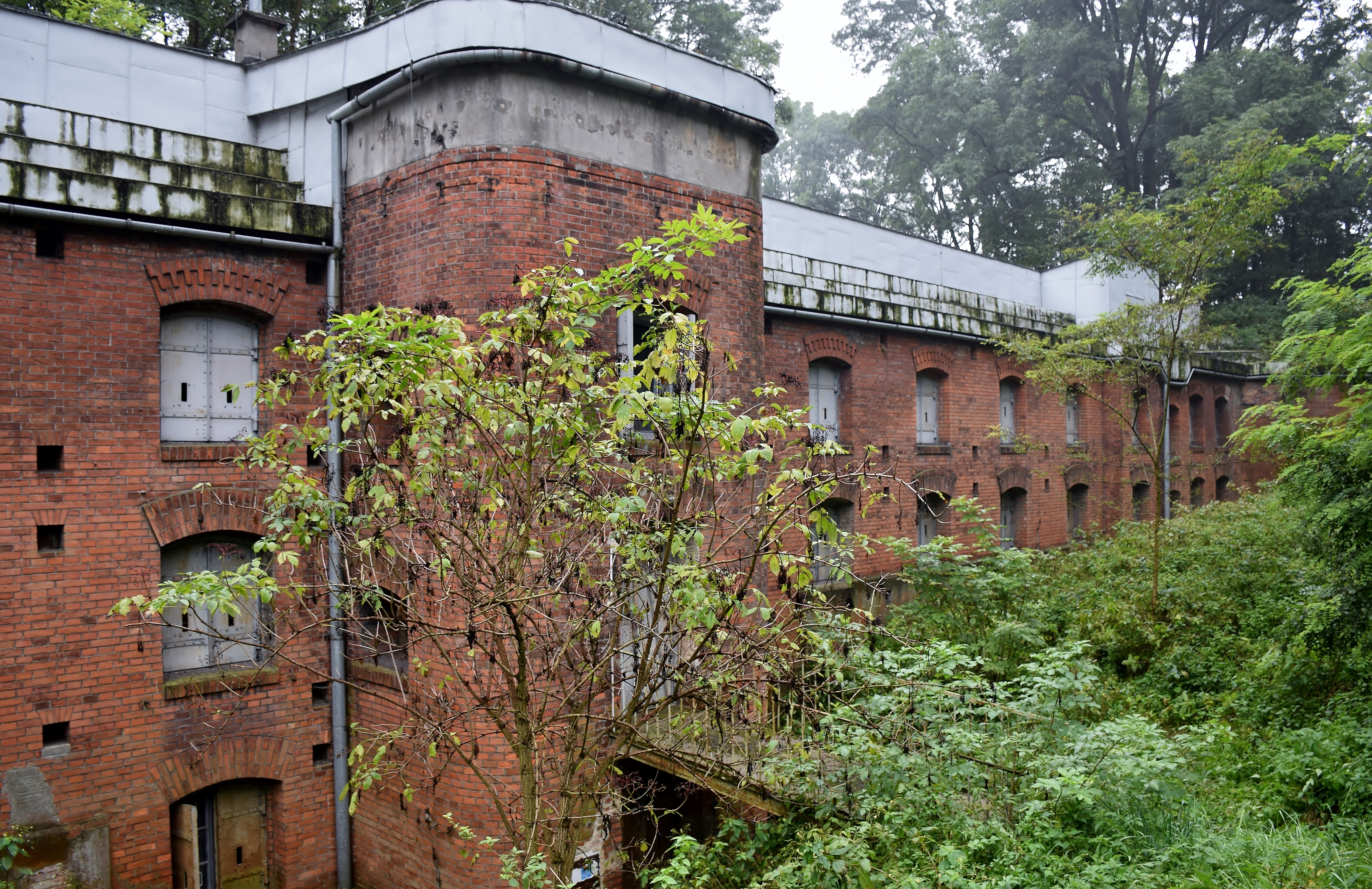
Fort 50 ½ W Kosocice (2014)

Kosocice – obszar Krakowa, wchodzący w skład Dzielnicy X Swoszowice, dawna wieś włączona do miasta 1 stycznia 1973.
Kosocice leżą wśród pagórkowatych wzniesień Pogórza Wielickiego, w odległości ok. 9 km na południowy wschód od centrum Krakowa. Mają one starą metrykę, sięgającą czasów średniowiecznych, a parafia kosocicka i kościół św. Marii Magdaleny (nowy, pochodzący z początku XX w., wybudowany na miejscu spalonego) jest jedną z najstarszych w diecezji krakowskiej.
Wedle tradycji, nazwę swą wywodzą od nazwiska obywatela Kosa, który w 1260 r., uciekając z rodziną z Krakowa przed Tatarami, miał się ukrywać w tutejszych lasach. Ponieważ najeźdźcy spalili podwawelski gród, nie miał po co wracać do zrujnowanego domostwa, dlatego osiedlił się w miejscu dzisiejszych Kosocic, dając początek nowej osadzie.
Niedaleko kosocickiej fary zachowały się do dziś dwa XIX-wieczne forty (Fort 50 ½ W Kosocice i Fort 50 ½ O Kosocice), które odegrały dużą rolę w odparciu ofensywy rosyjskiej w grudniu 1914 r. Łączy je dawna droga rokadowa, wijąca się zakosami wokół pól, z której rozpościerają się rozległe widoki na Płaskowyż Świątnicki, Beskid Średni, a także na stary Kraków i jego okolice.
Najstarszą, pewną źródłową, wzmiankę o Kosocicach znajdujemy w „Monumenta Poloniae Vaticana” (tom I, lata 1207-1344), która potwierdza istnienie tutejszej parafii, a jest ten zapis zgodny z I tomem księgi „Monumenta historiae Poloniae” Theinera, który wskazuje rok 1236 jako pewny, w którym istniała już kosocicka fara. Nie jest wykluczone, że datowanie można cofnąć do roku 1200, albowiem według „Słownika Geograficznego Królestwa Polskiego” (Warszawa, 1883 r.), najstarsza data odnosząca się do parafii to rok 1200. Czytamy tam, iż parafia Kosocice, założona w 1200 r. obejmowała: Barycz, Luboniowice, Strzałkowice, Rajsko, Piaski Małe, Siarczaną Górę i Zbydniowice. Liczyła 2992 rzymsko-katolików i 80 izraelitów.